# Recife Frio
Recife Frio é um filme brasileiro escrito e dirigido por Kleber Mendonça Filho. Trata-se de um mocumentário sobre uma estranha mudança climática na cidade tropical de Recife, na região Nordeste do Brasil, capital de Pernambuco, que, inexplicavelmente, passa a ser fria. Estreou em novembro de 2009 no Festival de Brasília do Cinema Brasileiro. Com mais de 50 prêmios no Brasil e exterior, Recife Frio se tornou o curta metragem brasileiro mais premiado desde Ilha das Flores (1989), de Jorge Furtado.
O diretor Kleber Mendonça Filho relatou que Recife Frio é um filme muito pessoal sobre uma visão sua do Recife, completando que é uma "cidade que anda muito mal tratada no seu traçado urbano" e o filme "é um lamento de amor pelo Recife".[carece de fontes?]

## Lançamento em DVD
Recife Frio foi lançado em DVD em 17 de dezembro de 2010 na Livraria Cultura, no Recife, onde também aconteceu uma sessão especial do filme. O filme também ganhou disponibilidade nas Livrarias Cultura de Porto Alegre, São Paulo, Brasília, Campinas, Salvador e Fortaleza.